# Tamina
Tamina är ett vattendrag i Schweiz. Det ligger i den östra delen av landet, 160 km öster om huvudstaden Bern.
I omgivningarna runt Tamina växer i huvudsak blandskog. Runt Tamina är det tätbefolkat, med 286 invånare per kvadratkilometer.